# Landes-le-Gaulois
Landes-le-Gaulois est une commune française située dans le département de Loir-et-Cher en région Centre-Val de Loire.
Localisée au centre-ouest du département, la commune fait partie de la petite région agricole « la Beauce », une vaste étendue de cultures céréalières, oléagineuses (colza) et protéagineuses (pois, féverolle, lupin), avec également de la betterave sucrière, et de la pomme de terre.
L'occupation des sols est marquée par l'importance des espaces agricoles et naturels qui occupent la quasi-totalité du territoire communal. Plusieurs espaces naturels d'intérêt sont présents dans la commune : un site natura 2000 et un espace naturel sensible,  En 2010, l'orientation technico-économique de l'agriculture dans la commune est la culture des céréales et des oléoprotéagineux. À l'instar du département qui a vu disparaître le quart de ses exploitations en dix ans, le nombre d'exploitations agricoles a fortement diminué, passant de 12 en 1988, à 21 en 2000, puis à 13 en 2010.
Le patrimoine architectural de la commune comprend un bâtiment porté à l'inventaire des monuments historiques : l'église Saint-Lubin de Landes-le-Gaulois.

## Géographie

### Localisation et communes limitrophes
La commune de Landes-le-Gaulois se trouve au centre-ouest du département de Loir-et-Cher, dans la petite région agricole de la Beauce,. À vol d'oiseau, elle se situe à 12,9 km  de Blois, préfecture du département et à 17,1 km de Veuzain-sur-Loire, chef-lieu du canton d'Onzain dont dépend la commune depuis 2015. La commune fait en outre partie du bassin de vie de Blois.
Les communes les plus proches sont : 
Tourailles (4 km), Lancôme (4,3 km), La Chapelle-Vendômoise (4,5 km), Villefrancœur (5,2 km), Pray (5,7 km), Françay (5,9 km), Saint-Lubin-en-Vergonnois (6,1 km), Saint-Bohaire (6,1 km) et Herbault (6,3 km).
Landes-le-Gaulois est un petit village logé dans la vallée de la Cisse Landaise.
Il est composé d'un bourg principal et de plusieurs hameaux tels que Bennes, Moque Souris, Moulins Bourges, Villeruche, Rochefort, Villée, Pitouille et le Pont Neuf.

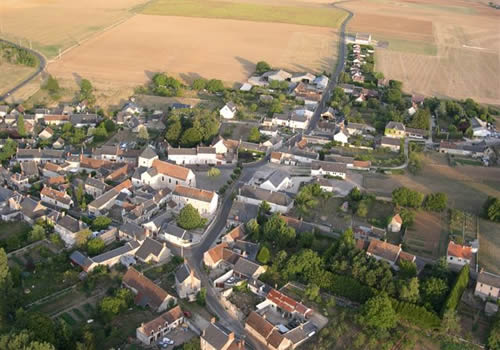
Landes-le-Gaulois vu du ciel
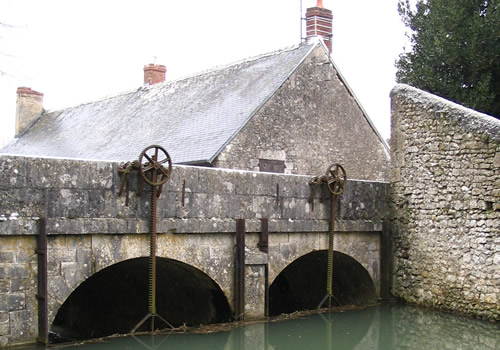
Le pont de la Cisse Landaise
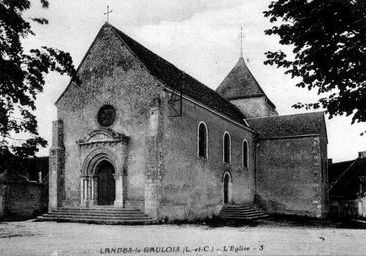
L'église de Landes-le-Gaulois

### Hydrographie
La commune est drainée par la Cisse Landaise (4,737 km), la Fontaine et par divers petits cours d'eau, constituant un réseau hydrographique de 17,37 km de longueur totale.
La Cisse Landaise traverse la commune d'ouest en est. D'une longueur totale de 19,8 km, elle prend sa source dans la commune de Saint-Cyr-du-Gault et se jette  dans la Cisse à Saint-Bohaire, après avoir traversé 6 communes. 
Sur le plan piscicole, ce cours d'eau est classé en première catégorie, où le peuplement piscicole dominant est constitué de salmonidés (truite, omble chevalier, ombre commun, huchon).

### Climat
Pour des articles plus généraux, voir Climat du Centre-Val de Loire et Climat de Loir-et-Cher.
En 2010, le climat de la commune est de type climat océanique dégradé des plaines du Centre et du Nord, selon une étude du CNRS s'appuyant sur une série de données couvrant la période 1971-2000. En 2020, Météo-France publie une typologie des climats de la France métropolitaine dans laquelle la commune est exposée à un climat océanique altéré et est dans la région climatique Moyenne vallée de la Loire, caractérisée par une bonne insolation (1 850 h/an) et un été peu pluvieux.
Pour la période 1971-2000, la température annuelle moyenne est de 11,2 °C, avec une amplitude thermique annuelle de 15,1 °C. Le cumul annuel moyen de précipitations est de 653 mm, avec 11,3 jours de précipitations en janvier et 6,7 jours en juillet. Pour la période 1991-2020, la température moyenne annuelle observée sur la station météorologique de Météo-France la plus proche, « Blois », sur la commune de Villefrancœur à 5 km à vol d'oiseau, est de 11,8 °C et le cumul annuel moyen de précipitations est de 641,4 mm,. Pour l'avenir, les paramètres climatiques de la commune estimés pour 2050 selon différents scénarios d'émission de gaz à effet de serre sont consultables sur un site dédié publié par Météo-France en novembre 2022.

### Milieux naturels et biodiversité

#### Sites Natura 2000
0
Le réseau Natura 2000 est un réseau écologique européen de sites naturels d'intérêt écologique élaboré à partir des Directives « Habitats » et « Oiseaux ». Ce réseau est constitué de Zones spéciales de conservation (ZSC) et de Zones de protection spéciale (ZPS). Dans les zones de ce réseau, les États membres s'engagent à maintenir dans un état de conservation favorable les types d'habitats et d'espèces concernés, par le biais de mesures réglementaires, administratives ou contractuelles. L'objectif est de promouvoir une gestion adaptée des habitats tout en tenant compte des exigences économiques, sociales et culturelles, ainsi que des particularités régionales et locales de chaque État membre. Les activités humaines ne sont pas interdites, dès lors que celles-ci ne remettent pas en cause significativement l'état de conservation favorable des habitats et des espèces concernés. Une partie du territoire communal est incluse dans le site Natura 2000 : 
la « Petite Beauce », d'une superficie de 52 565 ha.

#### Espaces naturels sensibles
Dans le cadre de sa politique environnementale, le Conseil départemental labellise certains sites au patrimoine naturel remarquable, les « espaces naturels sensibles », dans le but de les préserver, les faire connaître et les valoriser. Vingt-six sites sont ainsi identifiés dans le département dont un situé sur le territoire communal : la « Carrière du Buisson Sabotier », présentant un intérêt géologique.

## Urbanisme

### Typologie
Au 1er janvier 2024, Landes-le-Gaulois est catégorisée commune rurale à habitat dispersé, selon la nouvelle grille communale de densité à sept niveaux définie par l'Insee en 2022.
Elle est située hors unité urbaine. Par ailleurs la commune fait partie de l'aire d'attraction de Blois, dont elle est une commune de la couronne,. Cette aire, qui regroupe 78 communes, est catégorisée dans les aires de 50 000 à moins de 200 000 habitants,.

### Occupation des sols
L'occupation des sols est marquée par l'importance des espaces agricoles et naturels (96,8 %). La répartition détaillée ressortant de la base de données européenne d'occupation biophysique des sols Corine Land Cover millésimée 2012 est la suivante : 
terres arables (11,6 %), 
cultures permanentes (0,6 %), 
zones agricoles hétérogènes (15,4 %), 
prairies (3,5 %), 
forêts (65,2 %), 
milieux à végétation arbustive ou herbacée (0,7 %), 
zones urbanisées (1 %), 
espaces verts artificialisés non agricoles (0,5 %), 
zones industrielles et commerciales et réseaux de communication (1,7 %), 
eaux continentales (0,5 %).

### Planification
La loi SRU du 13 décembre 2000 a incité fortement les communes à se regrouper au sein d'un établissement public, pour déterminer les partis d'aménagement de l'espace au sein d'un SCoT, un document essentiel d'orientation stratégique des politiques publiques à une grande échelle. La commune est dans le territoire du  SCOT du Blésois, approuvé en 2006 et révisé en juillet 2016.
En matière de planification, la commune disposait en 2017 d'un plan d'occupation des sols approuvé, un plan local d'urbanisme était en révision.

### Habitat et logement
Le tableau ci-dessous présente la typologie des logements à Landes-le-Gaulois en 2016 en comparaison avec celle du Loir-et-Cher et de la France entière. Une caractéristique marquante du parc de logements est ainsi la faible proportion des résidences secondaires et logements occasionnels (3,8 %) par rapport au département (18 %) et à la France entière (9,6 %). Concernant le statut d'occupation de ces logements, 85,5 % des habitants de la commune sont propriétaires de leur logement (86,6 % en 2011), contre 68,1 % pour le Loir-et-Cher et 57,6 pour la France entière.
|                                                         | Landes-le-Gaulois | Loir-et-Cher | France entière |
| ------------------------------------------------------- | ----------------- | ------------ | -------------- |
| Résidences principales (en %)                           | 91,0              | 74,5         | 82,3           |
| Résidences secondaires et logements occasionnels (en %) | 3,8               | 18           | 9,6            |
| Logements vacants (en %)                                | 5,2               | 7,5          | 8,1            |

### Risques majeurs
Le territoire communal de Landes-le-Gaulois est vulnérable à différents aléas naturels : ), climatiques (hiver exceptionnel ou canicule), mouvements de terrains ou sismique (sismicité très faible).
Il est également exposé à un risque technologique :  le transport de matières dangereuses,.

#### Risques naturels
Les mouvements de terrains susceptibles de se produire dans la commune sont liés au retrait-gonflement des argiles. Le phénomène de retrait-gonflement des argiles est la conséquence d'un changement d'humidité des sols argileux. Les argiles sont capables de fixer l'eau disponible mais aussi de la perdre en se rétractant en cas de sécheresse. Ce phénomène peut provoquer des dégâts très importants sur les constructions (fissures, déformations des ouvertures) pouvant rendre inhabitables certains locaux. La carte de zonage de cet aléa peut être consultée sur le site de l'observatoire national des risques naturels Georisques.

#### Risques technologiques
Le risque de transport de marchandises dangereuses dans la commune est lié à sa traversée par une canalisation de transport de gaz. Un accident se produisant sur une telle infrastructure est en effet susceptible d'avoir des effets graves au bâti ou aux personnes jusqu'à 350 m, selon la nature du matériau transporté. Des dispositions d'urbanisme peuvent être préconisées en conséquence.

## Toponymie
Autrefois appelée simplement Landes, la commune fut renommée officieusement Landes-le-Gaulois par les habitants de la région lors de la découverte des menhirs qui entourent le village[réf. nécessaire] (on sait aujourd'hui que ce ne sont pas les Celtes qui ont dressé les menhirs mais les habitants du néolithique, qui sont antérieurs de plusieurs siècles à l'arrivée des Indo-Européens en Europe) ou inspiré par l'ancien nom révolutionnaire de la commune voisine de Françay, renommée Gaulois en 1793 (an II, délibération du conseil général de la commune), changement intervenu essentiellement pour des motifs idéologiques : Françay (voir toponymie de Françay) évoquait les Francs, c'est-à-dire les nobles dans l'imaginaire des révolutionnaires, remplacé par les Gaulois, le peuple oppressé. Cette mention entre également en résonance avec le nom de la commune de Villeromain.
Landes-le-Gaulois devint le nom officiel de la commune peu après la fin de la Première Guerre mondiale, par un décret du 25 décembre 1918. C'est le seul nom de commune de France à contenir le mot Gaulois.

## Histoire

### Origines
La commune actuelle de Landes-le-Gaulois s'est développée autour de plusieurs bourgs épars sur la vallée de la Cisse Landaise.
Au niveau administratif, au XIe siècle, le village se divise en 2 paroisses et s'étale sur 2 comtés différents : Saint-Martin-dès-Landes (ou plus simplement Saint-Martin) sur la rive gauche, et Saint-Lubin-dès-Landes, rive droite, en vertu du traité signé en 1057 entre les comtes Thibault III, comte de Blois, et Foulques, comte de Vendôme[réf. souhaitée]. Chaque paroisse relevait donc de coutumes et de lois différentes.
Landes formait aussi 2 collectes, appelées l'une et l'autre Landes dans la majorité des textes, sauf à la fin du XVIIIe siècle où la partie vendômoise prend parfois le nom de Bennes ou Benné, du nom de son principal hameau[réf. souhaitée].
Néanmoins, les limites des 2 paroisses, des 2 coutumes et des 2 collectes ne coïncidaient pas : la paroisse de Saint-Lubin et une partie de celle de Saint-Martin relevait du bailliage de Blois, le reste, soit les hameaux de Bennes et Chassay, en paroisse de Saint-Martin, relevaient du bailliage et de l'Élection de Vendôme. Cette frontière suit la distribution démographique plutôt que le cours de la Cisse Landaise[réf. souhaitée].
À la suite de la fixation des limites entre les comtés de Blois et de Vendôme, en décembre 1329, entre Guy Ier de Châtillon, comte de Blois, et Bouchard VI, comte de Vendôme, des lieux-dits appartinrent en tournée à ces 2 paroisses : une maison du bourg, le château et le village des Moulins, les villages de Bourges, des Maisons-Rouges et de Veaugilet, le Moulin de Cholet et Pagus Vindocinensis.

### Révolution française et Empire
Ce n'est qu'au moment de la Révolution française, en janvier 1790, que la paroisse Saint-Martin fut unie à celle de Saint-Lubin pour former la paroisse de Landes[réf. souhaitée] qui, en vertu décret de la Convention nationale du 10 brumaire an II (31 octobre 1793), peu après porta formellement création à la « commune de Landes »,.

## Politique et administration

### Découpage territorial
La commune de Landes-le-Gaulois est membre de la Communauté d'agglomération de Blois « Agglopolys », un établissement public de coopération intercommunale (EPCI) à fiscalité propre créé le 1er janvier 2012.
Elle est rattachée sur le plan administratif à l'arrondissement de Blois, au département de Loir-et-Cher et à la région Centre-Val de Loire, en tant que circonscriptions administratives. Sur le plan électoral, elle est rattachée au canton d'Onzain depuis 2015 pour l'élection des conseillers départementaux et à la troisième circonscription de Loir-et-Cher pour les élections législatives.

### Politique et administration municipale

#### Conseil municipal et maire
Le conseil municipal de Landes-le-Gaulois, commune de moins de 1 000 habitants, est élu au scrutin majoritaire plurinominal avec listes ouvertes et panachage. Compte tenu de la population communale, le nombre de sièges au conseil municipal est de 15. Le maire, à la fois agent de l'État et exécutif de la commune en tant que collectivité territoriale, est élu par le conseil municipal au scrutin secret lors de la première réunion du conseil suivant les élections municipales, pour un mandat de six ans, c'est-à-dire pour la durée du mandat du conseil.
| Période                                  | Période  | Identité       | Étiquette | Qualité                              |
| ---------------------------------------- | -------- | -------------- | --------- | ------------------------------------ |
| Les données manquantes sont à compléter. |          |                |           |                                      |
| mars 2001                                |          | Michel Dupond  |           |                                      |
| mars 2008                                | mai 2020 | Didier Guillon |           | Agriculteur exploitant               |
| mai 2020                                 | En cours | Éric Peschard, |           | Agriculteur sur moyenne exploitation |

## Population et société

### Démographie

#### Évolution démographique
L'évolution du nombre d'habitants est connue à travers les recensements de la population effectués dans la commune depuis 1793. Pour les communes de moins de 10 000 habitants, une enquête de recensement portant sur toute la population est réalisée tous les cinq ans, les populations de référence des années intermédiaires étant quant à elles estimées par interpolation ou extrapolation. Pour la commune, le premier recensement exhaustif entrant dans le cadre du nouveau dispositif a été réalisé en 2007.

En 2022, la commune comptait 727 habitants, en évolution de −2,42 % par rapport à 2016 (Loir-et-Cher : −1,15 %, France hors Mayotte : +2,11 %).
| 1793 | 1800 | 1806 | 1821 | 1831 | 1836 | 1841 | 1846 | 1851 |
| ---- | ---- | ---- | ---- | ---- | ---- | ---- | ---- | ---- |
| 697  | 695  | 746  | 781  | 810  | 851  | 880  | 864  | 902  |

| 1856 | 1861 | 1866 | 1872 | 1876 | 1881 | 1886 | 1891 | 1896 |
| ---- | ---- | ---- | ---- | ---- | ---- | ---- | ---- | ---- |
| 912  | 815  | 877  | 862  | 794  | 803  | 811  | 769  | 720  |

| 1901 | 1906 | 1911 | 1921 | 1926 | 1931 | 1936 | 1946 | 1954 |
| ---- | ---- | ---- | ---- | ---- | ---- | ---- | ---- | ---- |
| 731  | 778  | 735  | 716  | 700  | 706  | 712  | 704  | 697  |

| 1962 | 1968 | 1975 | 1982 | 1990 | 1999 | 2006 | 2007 | 2012 |
| ---- | ---- | ---- | ---- | ---- | ---- | ---- | ---- | ---- |
| 654  | 596  | 586  | 568  | 589  | 582  | 648  | 657  | 724  |

| 2017 | 2022 | - | - | - | - | - | - | - |
| ---- | ---- | - | - | - | - | - | - | - |
| 750  | 727  | - | - | - | - | - | - | - |

#### Pyramide des âges
La population de la commune est relativement jeune.
En 2018, le taux de personnes d'un âge inférieur à 30 ans s'élève à 33,1 %, soit au-dessus de la moyenne départementale (31,3 %). À l'inverse, le taux de personnes d'âge supérieur à 60 ans est de 22,1 % la même année, alors qu'il est de 31,6 % au niveau départemental.
En 2018, la commune comptait 375 hommes pour 373 femmes, soit un taux de 50,13 % d'hommes, légèrement supérieur au taux départemental (48,55 %).
Les pyramides des âges de la commune et du département s'établissent comme suit.
| Hommes | Classe d’âge | Femmes |
| ------ | ------------ | ------ |
| 0,3    | 90 ou +      | 1,1    |
| 5,4    | 75-89 ans    | 9,3    |
| 14,1   | 60-74 ans    | 14,0   |
| 26,8   | 45-59 ans    | 25,3   |
| 19,1   | 30-44 ans    | 18,5   |
| 12,4   | 15-29 ans    | 12,0   |
| 21,9   | 0-14 ans     | 19,9   |

| Hommes | Classe d’âge | Femmes |
| ------ | ------------ | ------ |
| 1,1    | 90 ou +      | 2,6    |
| 9,2    | 75-89 ans    | 11,9   |
| 19,7   | 60-74 ans    | 20,4   |
| 20,7   | 45-59 ans    | 20     |
| 16,5   | 30-44 ans    | 16,2   |
| 15,2   | 15-29 ans    | 13,2   |
| 17,6   | 0-14 ans     | 15,7   |

## Lieux et monuments

### Patrimoine mégalithique
- Dolmen de Bouges
- Dolmen de la Pie
- Menhir de Moulins
- Pierre Levée de la Garenne : dolmen déplacé et réédifié.
- Pierre Levée de la Glandée : dolmen.

### Voies
| 51 odonymes recensés à Landes-le-Gaulois au 22 février 2014 | 51 odonymes recensés à Landes-le-Gaulois au 22 février 2014 | 51 odonymes recensés à Landes-le-Gaulois au 22 février 2014 | 51 odonymes recensés à Landes-le-Gaulois au 22 février 2014 | 51 odonymes recensés à Landes-le-Gaulois au 22 février 2014 | 51 odonymes recensés à Landes-le-Gaulois au 22 février 2014 | 51 odonymes recensés à Landes-le-Gaulois au 22 février 2014 | 51 odonymes recensés à Landes-le-Gaulois au 22 février 2014 | 51 odonymes recensés à Landes-le-Gaulois au 22 février 2014 | 51 odonymes recensés à Landes-le-Gaulois au 22 février 2014 | 51 odonymes recensés à Landes-le-Gaulois au 22 février 2014 | 51 odonymes recensés à Landes-le-Gaulois au 22 février 2014 | 51 odonymes recensés à Landes-le-Gaulois au 22 février 2014 | 51 odonymes recensés à Landes-le-Gaulois au 22 février 2014 | 51 odonymes recensés à Landes-le-Gaulois au 22 février 2014 | 51 odonymes recensés à Landes-le-Gaulois au 22 février 2014 |
| Allée                                                       | Avenue                                                      | Bld                                                         | Chemin                                                      | Cour                                                        | Impasse                                                     | Montée                                                      | Passage                                                     | Place                                                       | Pont                                                        | Route                                                       | Rue                                                         | Ruelle                                                      | Venelle                                                     | Autres                                                      | Total                                                       |
| ----------------------------------------------------------- | ----------------------------------------------------------- | ----------------------------------------------------------- | ----------------------------------------------------------- | ----------------------------------------------------------- | ----------------------------------------------------------- | ----------------------------------------------------------- | ----------------------------------------------------------- | ----------------------------------------------------------- | ----------------------------------------------------------- | ----------------------------------------------------------- | ----------------------------------------------------------- | ----------------------------------------------------------- | ----------------------------------------------------------- | ----------------------------------------------------------- | ----------------------------------------------------------- |
| 0                                                           | 0                                                           | 0                                                           | 1                                                           | 0                                                           | 3                                                           | 0                                                           | 2                                                           | 1                                                           | 1                                                           | 1                                                           | 19                                                          | 0                                                           | 0                                                           | 23                                                          | 51                                                          |
| Notes « N »                                                 | Notes « N »                                                 | 1. 2. 3. 4. 5. 6. 7. 8.                                     | 1. 2. 3. 4. 5. 6. 7. 8.                                     | 1. 2. 3. 4. 5. 6. 7. 8.                                     | 1. 2. 3. 4. 5. 6. 7. 8.                                     | 1. 2. 3. 4. 5. 6. 7. 8.                                     | 1. 2. 3. 4. 5. 6. 7. 8.                                     | 1. 2. 3. 4. 5. 6. 7. 8.                                     | 1. 2. 3. 4. 5. 6. 7. 8.                                     | 1. 2. 3. 4. 5. 6. 7. 8.                                     | 1. 2. 3. 4. 5. 6. 7. 8.                                     | 1. 2. 3. 4. 5. 6. 7. 8.                                     | 1. 2. 3. 4. 5. 6. 7. 8.                                     | 1. 2. 3. 4. 5. 6. 7. 8.                                     | 1. 2. 3. 4. 5. 6. 7. 8.                                     |
| Sources : rue-ville.info & perche-gouet.net & OpenStreetMap |                                                             |                                                             |                                                             |                                                             |                                                             |                                                             |                                                             |                                                             |                                                             |                                                             |                                                             |                                                             |                                                             |                                                             |                                                             |

### Édifices et sites
- L'église Saint-Lubin fait l'objet d'une inscription au titre des monuments historiques depuis le 1er février 1993[54].
- Château de Moulins.
- La tour du pommier rond
- Le château de Saint-Martin

### Personnalités liées à la commune
- Louis Doguereau (1777-1856), général des armées de la République et de l'Empire.